# Louis Jacquier (homme politique)
Louis, Michel Jacquier, né le 28 mars 1741 à Villelaure dans le département de Vaucluse, et décédé à une date inconnue (après 1799) est un homme politique français, ancien député de Vaucluse. 

## Biographie
Fils d'Honoré Jacquier, bourgeois, et de Magdeleine Serraire, et petit-fils de Joseph Jacquier procureur du roi. Ses parents avaient eu comme témoins de leur mariage François Xavier Bruno de Rians, conseiller honoraire en la cour des Comptes, et André Joseph d’Andréa, seigneur de Châteaudouble. Il épousa le 9 avril 1766, Louise Henriette Bonfils, née le 25 octobre 1736 à Saint-Sauveur. Sur son acte de mariage à Saint-Sauveur, Louis Michel se déclara originaire de Cadenet, avocat en la cour et âgé de 25 ans et demi.

## Sources
- « Louis Jacquier (homme politique) », dans Adolphe Robert et Gaston Cougny, Dictionnaire des parlementaires français, Edgar Bourloton, 1889-1891 [détail de l’édition]

## À voir aussi